# Tipary Dezső
Tipary Dezső, Tipary Dezső István József (Horváti, 1887. február 15. – Budapest, 1967.  augusztus 21.) magyar festő és grafikus.

## Életpályája
Szülei: Tipary István és Domczek Julianna voltak. Hont megye ösztöndíjával tanult a fővárosi Iparrajziskolában, valamint a Mintarajziskolában, ahol Zemplényi Tivadar tanítványa volt. A Képzőművészeti Főiskolán Olgyai Viktor és Réti István oktatta. Münchenben, Nagybányán is dolgozott. 1909-től volt kiállító művész; ettől az évtől volt az Izé folyóirat rajzolója. Az 1920-as években a Dunakanyar volt festészeti témája.

## Magánélete
1940. április 19-én házasságot kötött Zeman Erzsébettel. Egy lányuk született: Kata.

## Művei
- Sétáló pár (1910)
- Szántás (1910)
- Verőfényes vasárnap délelőtt (1911)
- Csendélet bokályokkal (1919)
- Műtermi csendélet kék kancsóval (1919)
- Ábrándozás (1920)
- Párnák között (1920)
- Ligetben (1922)
- Fák (1923)
- Esztergom (1923)
- Az esztergomi Bazilika télen (1925)
- Zebegény (1925)
- Lovasszekér (1928)
- Asszonyok (1931)
- Folyópart piros csónakházzal (1931)
- Virágos balkon (1935)
- Akt (1935)
- Kékblúzos hölgy portréja (1935)
- Önarckép